# 페르켈레
페르켈레(핀란드어: perkele [ˈperkele][*])는 핀란드어로 "악마"라는 뜻이며, 욕설로서 매우 일상적으로 사용된다.
페르켈레라는 말은 인도유럽어족 어원을 가지고 있다. 원시 인도유럽 신화의 천둥신 페르쿠노스가 그 어원으로, 발트족의 페르쿠나스, 슬라브의 페룬, 인도의 파르잔야 등이 같은 어원을 공유한다.
일부 학자들은 "페르켈레"가 핀란드 신화의 주신 우코의 원래 이름이었을 것이라고 주장한다. 하지만 모든 학자들이 여기에 동의하는 것은 아니다.
핀란드가 기독교화되면서 핀란드의 옛 신들은 기독교의 악마로 여겨졌고, 핀란드어 성경에서 "페르켈레"를 "악마(Devil)"에 대응하는 번역어로 사용하기 시작하면서 악마라는 뜻이 굳었다.